# Jahkara Smith

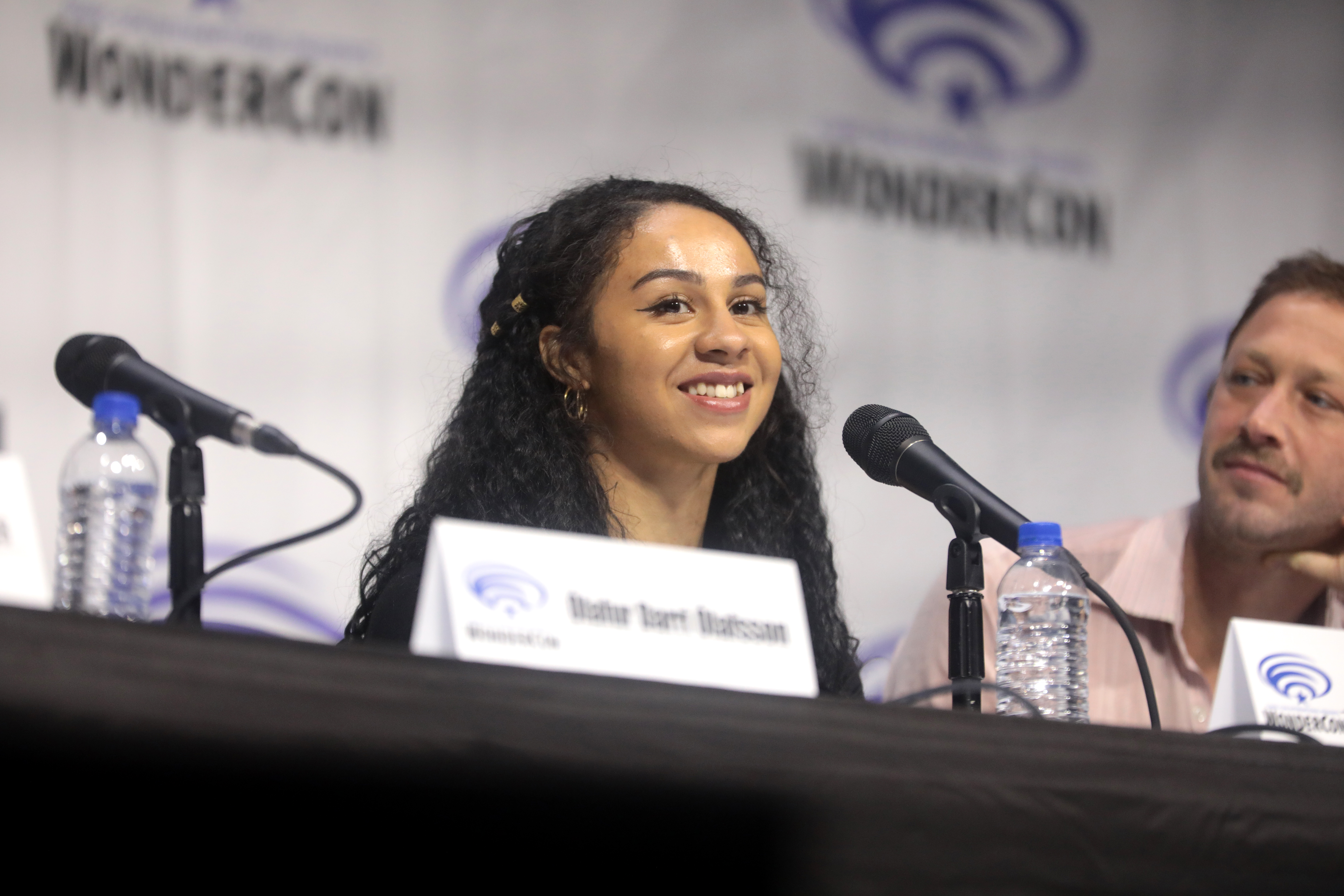
Jahkara Smith

Jahkara Smith (* 5. September 1996) ist eine US-amerikanische YouTuberin als Sailor J und Schauspielerin, bekannt für ihre erste Schauspiel- und zugleich Serienhauptrolle in NOS4A2.

## Karriere
Smith wuchs in Armutsverhältnissen in St. Louis, Missouri auf und trat aus finanziellen Gründen 2014 als Mechanikerin der United States Air Force bei. Ursprünglich postete sie Videos auf Facebook für ihre Schwester, aber wechselte zu YouTube, damit diese sie teilen konnte. Ihr Video Getting a man 101, das sie an einem Tag filmte, an dem sie krankgeschrieben war, wurde auf Facebook am selben Tag 13.000 Mal geteilt. Als Sailor J (inspiriert von Sailor Moon) veröffentlichte sie im Oktober 2017 auf YouTube das Video Contouring 101, das sehr schnell viral ging. Ihre Videos sind satirische Makeup-Tutorials mit sozialkritischem Hintergrund zu Themen wie Feminismus, Rassenungleichheit und soziale Gerechtigkeit. Im April 2018 wurde sie von der Castingdirektorin für NOS4A2 kontaktiert, der ihre Videos aufgefallen waren, und erhielt trotz fehlender Schauspielerfahrung ihre erste Rolle. Für diesen Job verließ sie im Juli 2018 das Militär. Außerdem hörte sie auf Videos zu produzieren, weil sie mit YouTube als Plattform aufgrund deren Umgang mit Transgender-YouTubern und People of Color nicht mehr zufrieden ist.
Bereits ihr Schauspieldebüt bei NOS4A2 war eine Serien-Hauptrolle wie auch ihr zweites Engagement in der Episode Pure von Into the Dark.

## Persönliches
Smith ist bisexuell und mit einem Mann verheiratet.

## Filmographie
- 2019–2020: NOS4A2 (20 Episoden)
- 2019: Into the Dark, Episode Pure

## Weblink
- Jahkara Smith bei IMDb